# CUTCSA
La Compañía Uruguaya de Transportes Colectivos S.A., o por su abreviatura comercial CUTCSA es la compañía de transporte más grande de Uruguay y el mayor operador privado en América del Sur, en cuanto a cantidad de unidades de transporte colectivo. Brinda el servicio de transporte urbano en Montevideo desde 1937 e interurbano en el área metropolitana de Montevideo. Actualmente la empresa se encuentra subsidiada.
Su primer presidente fue José Añón y su actual presidente es Juan Salgado, quien también es presidente de la Cámara del Transporte del Uruguay.

## Antecedentes

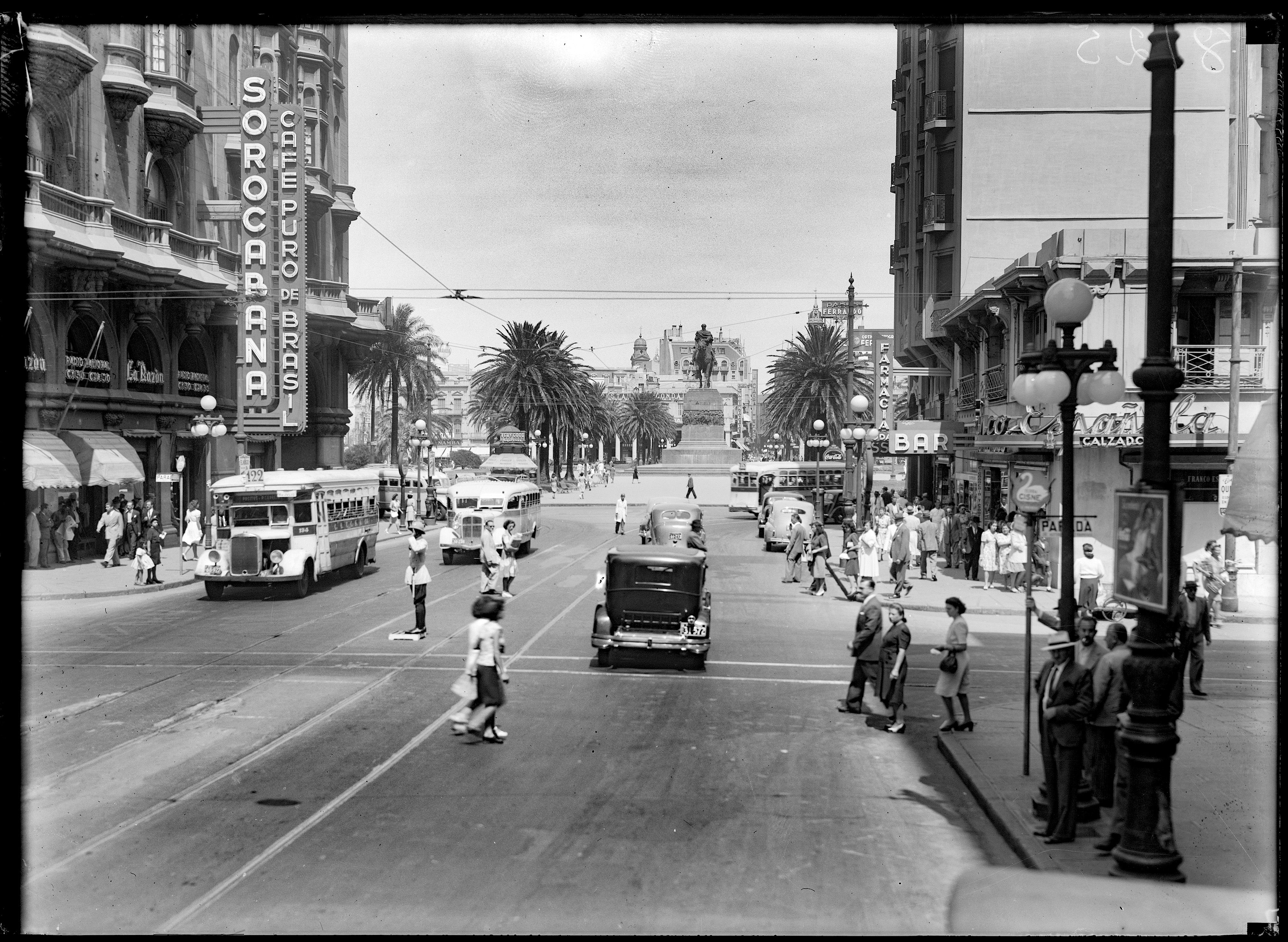
Primeros ómnibus de Cutcsa

El 27 de septiembre de 1926 es creado el Centro de Propietarios de Ómnibus, donde reúne y nuclea a diferentes propietarios y conductores de ómnibus, quienes abordan las diferentes dificultades del transporte en ese momento, pero también el interés de agruparse. En 1928 se les asigna a las cooperativas de transporte una letra del abecedario y sus respectivos recorridos y destinos, para 1934 la ciudad de Montevideo contaba con las líneas A, B, Ba, Bb, D, E, Fa, G, H, I, K, L, M y Z. Poco después y con la consolidación de CUTCSA como tal, estas líneas se convirtieron en agrupaciones o divisiones dentro de la compañía, pasando de ser catorce a ocho.

## Historia
En 1936 se alcanza la unificación de estas cooperativas con la creación de la Cooperativa Central de Autobuses de Montevideo. Aunque en 1937 la fusión de estas cooperativas finalmente se concreta con la creación de la Cooperativa Uruguaya de Transportes Colectivos, el 13 de mayo de 1937 en donde se realiza su primera asamblea, donde se eligen y designan sus primeras autoridades, dicho directorio  iría conformado con  José Añón como su presidente y se le agregaría el acrónimo Sociedad Anónima, aunque su nombre seguía rigiendo como cooperativa, lo cual se cambió más adelante. Finalmente el 14 de agosto de 1937, la nueva compañía comienza a operar los primeros servicios los cuales contaban con una flota de 526 autobuses y dos días después los mismos saldrían a circular bajo la denominación "CUTCSA", la flota estaba integrada por 526 ómnibus que serían pintados de color blanco tiza con franja roja, la numeración iba del 1 al 526 con un orden correlativo de acuerdo al orden alfabético de las líneas excepto los de las líneas suburbanas; N, O, P, R, S, T, Ta, U y Ua que se mezclaban entre la numeración, dichas líneas pasarían a cambiar por números más adelante.
En 1938 CUTCSA incorporó un nuevo recorrido, la línea La: Aduana - Palacio Legislativo, por Bulevar Artigas, Junta Administradora (actual G. Gallinal) y Gral. Flores. Este fue el último recorrido nuevo con letras ya que en octubre de ese año la Intendencia de Montevideo  estableció que los servicios se distinguieran con número en vez de con letras quedando de la siguiente manera:
| - A: 101 - Aa: 102 - Ab: 103 - Ac: 104 - Af: 105 - Ai: 106 - Aj: 107 - Ak: 108 - Ra: 109 - U: 110 - B: 116 - Ba: 117 - Bc: 118 - Bb: 121 - Bd: 122 - D: 125 - Dc: 126 - Dd: 127 - De: 128 - Df: 129 - Fs: 130 - N: 131 - S: 132 - T: 133 - Ta: 134 (por Las Flores) - Ta: 135 (por O´Higgins) | - E: 141 - Ea: 142 - Ex: 143 - F: 146 - Fa: 147 - Fb: 148 - Fc: 149 - P: 150 - G: 154 - Ga: 155 - Gb: 156 - Gc: 157 - H: 161 - Ha: 162 - Hb: 163 - Hc: 164 - I: 168 - Ia: 169 - Ib: 170 - Ic: 171 - Id: 172 - Ie: 173 - Im: 174 - O: 175 - Ua: 176 - K: 181 - Ka: 182 - Kc: 183 - L: 187 - La: 188 - Z: 191 |

El 13 de noviembre de 1946, a efectos de adaptarse a la normativa legal de sociedades, transformó su nombre al de Compañía Uruguaya de Transporte Colectivo Sociedad Anónima el cual se estableció definitivamente hasta la actualidad.     

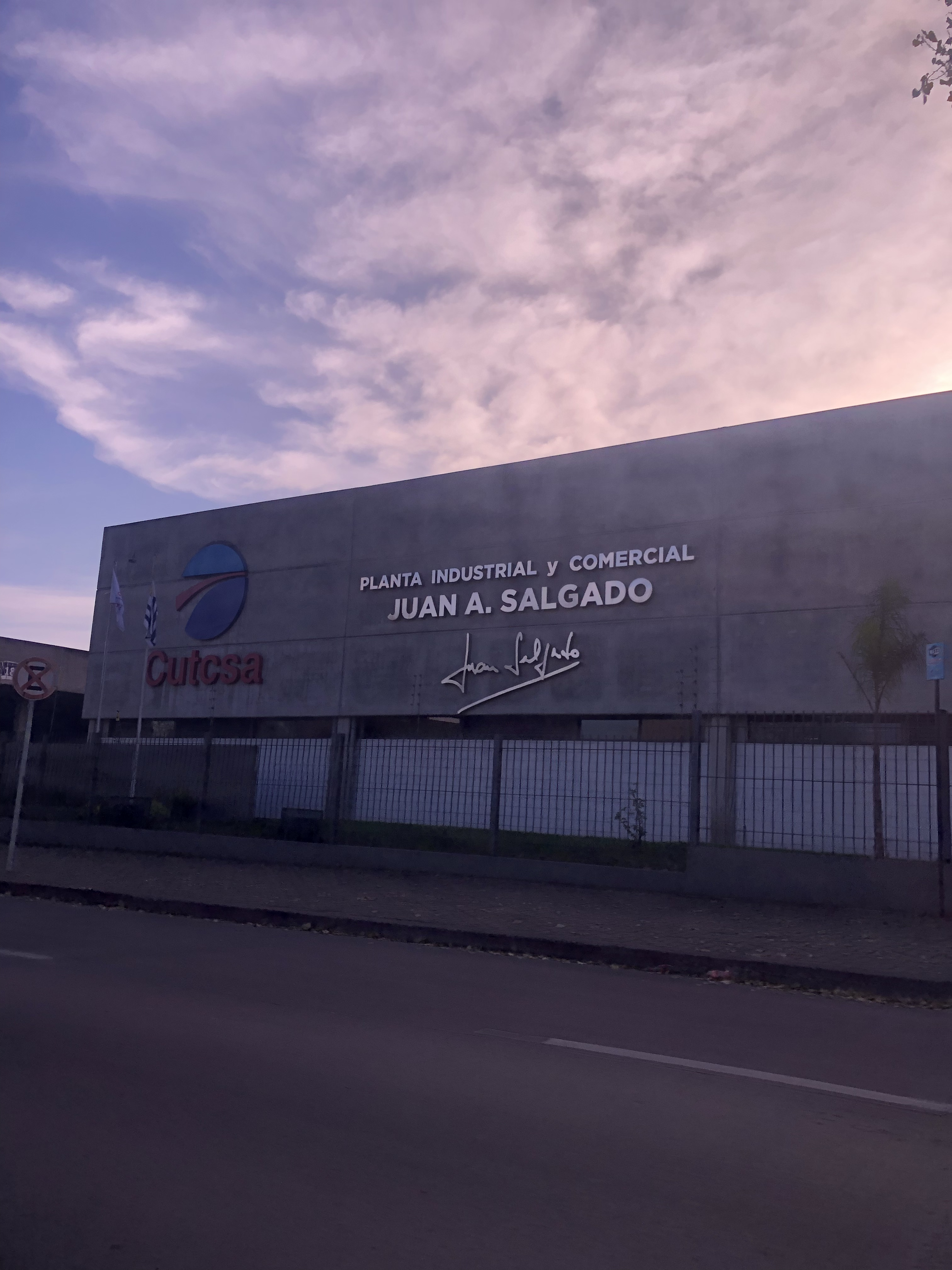
Planta Industrial y Comercial Juan Salgado en el barrio Villa Española

En los años noventa con la desaparición de la Cooperativa de Trolebuses, varias líneas de esta serían absorbidas por la compañía. Lo mismo sucedería en 2016 con la disolución de la cooperativa Rápido Internacional Cooperativo, cuando la Intendencia de Montevideo le otorgó las líneas 14, 21, 77 y D10. Curiosamente estas dos cooperativas, habían sido predecesoras de la antigua Administración Municipal de Transporte. 
En la actualidad dicha compañía cuenta con un total de 1.135 unidades y  105 recorridos hacia los diversos sitios de Montevideo y su área metropolitana.

## Proyectos especiales
A lo largo de su historia ha impulsado distintos proyectos en pos de mejorar el servicio del transporte. 
El 6 de mayo de 2005 se realizó la presentación del proyecto Transporte para Todos, el cual tenía como objetivo contar con un servicio de transporte accesible. Dicho proyecto se concretó con la creación de las líneas A y B, las cuales se acondicionaron específicamente para el transporte de personas con discapacidad. Siendo las primeras unidades accesibles del país, las mismas fueron también relevadas por el Instituto Uruguayo de Normas Técnicas para verificar el cumplimiento de los requisitos establecidos en la guía UNIT 200:2004 (que hace referencia a la accesibilidad del entorno edificado y del transporte público), otorgándole, su primer Certificado UNIT Accesibilidad del Entorno Edificado por las mencionadas unidades.
Posteriormente también incorporaron dos unidades articuladas que funcionan con biodiésel, para complementar algunos recorridos que transportan mucho público en el circuito metropolitano. Las unidades cuentan con capacidad para 60 pasajeros sentados,  marca Volvo B58, con carrocería Marcopolo modelo Allegro G4 articulado, siendo los únicos existentes en Uruguay. 
Fueron presentados el 22 de febrero de 2006 en el Salón Azul del Palacio Municipal. Fueron numeradas como 1038 y 1039 y exhibidas en la explanada Municipal entre el 20 y el 22 de febrero de ese año. Las unidades entraron en servicio el lunes 6 de marzo de 2006, en la línea "A", cumpliendo funciones en forma experimental en el recorrido de la línea 4. 
A la mezcla de biodiésel se agrega un aditivo fabricado por Chemecol, el EC 1500, que permite reducir el consumo de combustible y la cantidad de emisiones.
En 2016 la compañía adquirió el primer coche eléctrico de Uruguay marca BYD, modelo K9, el cual tendría como objetivo ser evaluado y monitoreado. Fue presentado en la sede del Poder Ejecutivo, con presencia del presidente y los secretarios de estado de Transporte y Energía. Luego de que las  evaluaciones resultarán positivas, en 2020 se adquirieron un total de veinte coches eléctricos BYD K9 II, siendo los mismos presentados en Torre Ejecutiva. Con motivo de la llegada de dichos coches, la línea CA1 pasó denominarse CE1, la línea 14 como E14 y la línea diferencial D1 como DE1, siendo estas tres líneas operadas únicamente por estos coches eléctricos. Más adelante se sumó un nuevo circuito eléctrico, denominado CE2. Para el año 2023 la compañía adquirió su primer unidad del fabricante HIGER, con nuevas características en accesibilidad y con el nuevo sistema de cámaras que acompaña al sistema de espejos, pudiendo reemplazar a los mismos a futuro. Esta unidad estuvo a prueba en gran parte de sus líneas y luego del éxito, se le cambió su pintura original por una nueva de color celeste, la cual se adoptó como nueva identidad de ahí en adelante en el resto de unidades eléctricas. Para 2024 se incorporan 7 unidades HIGER idénticas a la anterior, para sumarse a las líneas CE1, CE2, DE1, E14 y también a las líneas 111, 181 y 183 continuando así con la etapa de pruebas. Y dentro del paquete de incorporaciones llegaron 6 unidades más, también del fabricante HIGER, pero de diferente modelo, de doble piso para el nuevo Bus Turístico de Montevideo. Asimismo, del mismo fabricante, se incorporaron en dos tandas las primeras 87 unidades eléctricas para el sector suburbano. Y también se prevé incorporar más de 100 unidades pero de un nuevo modelo del fabricante BYD, con un nuevo sistema de apertura de puertas, el cual llegará en enero del año 2025 para el sector urbano, completando así el paquete de renovación prevista para ese año. 
Es así que en este sentido la compañía tiene prevista la electrificación total de su flota, aumentando el porcentaje del total de su flota en unidades eléctricas (renovando así el total de sus unidades a combustión) en cuatro etapas; 25% para el año 2025, 50% para el 2030, 75% para el 2035 y el 100% para el año 2040. 

## Infraestructuras
Además de su flota de autobuses, en su gran mayoría  Mercedes Benz con carrocería Marcopolo. Cuenta también con un total de cinco plantas en la ciudad de Montevideo. De ellas las más importantes son la Planta Juan Antonio Salgado, donde se encuentran los talleres centrales de la compañía, y la Planta Añón, donde además se encuentran sus oficinas principales. Dicha planta fue construida en el año 2010, sustituyendo al antiguo predio donde se construyó en 2016 el Shopping Nuevocentro.
- Planta Juan Antonio Salgado
- Planta Añón
- Planta Veracierto
- Planta Gronardo
- Planta Islas Canarias

## Subsidio
Actualmente la empresa se encuentra con subsidios del año 1990, 2006 y 2007, se aplican al gasoil y el precio diferencial de boletos (estudiantes, jubilados y pensionistas). El dinero aportado es mediante el Gobierno departamental de  Montevideo y  por el Ministerio de Economía y Finanzas.

## Transporte público multimodal

### Líneas urbanas
Actualmente la compañía gestiona y opera  un total de 59 líneas urbanas, dos líneas céntricas, 28 líneas locales y 4 líneas diferenciales dentro de Montevideo .  

### Líneas suburbanas
En los años setenta con el surgimiento de las líneas urbanas comienza a operar sus primeras líneas, algunas derivadas de recorridos urbanos que con el tiempo fueron extendiendo su expedido fuera de los límites departamentales. Actualmente cuenta con la operación de 10 líneas suburbanas encargadas de conectar el departamento de Montevideo con otras ciudades de los departamentos de Canelones y San José, ciudades que conforman el área metropolitana de Montevideo. 

### Bus turístico
A partir de noviembre del año 2024 comenzó a operar el Bus turístico de Montevideo. 
Además, CUTCSA cuenta con servicios de carácter social y cultural, contratación de unidades y aprendizaje a futuros conductores mediante 2 coches escuela y 1 cabina simulador.

## Galería
|  |
|  |

|  |
|  |

|  |
|  |

|  |
|  |

|  |
|  |

|  |
|  |

|  |
|  |

|  |
|  |

|  |
|  |